# Manuel Claudiano de Oliveira

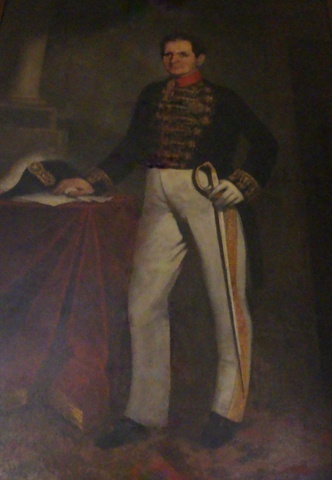
Claude Joseph Barandier - Manuel Claudiano de Oliveira, Barão de Mogi-Mirim, 1860. Óleo sobre tela, 148 cm x 228 cm. Acervo do Museu Paulista.

Manuel Claudiano de Oliveira, primeiro e único barão de Mogi-Mirim (Sorocaba, 11 de maio de 1794 — Rio de Janeiro, 20 de janeiro de 1887), foi um fazendeiro brasileiro.
Filho de Manuel Correia de Oliveira e de Ana Esmeria de Madureira, casou-se com Balbina de Toledo.
Fazendeiro em Itapeva de Faxina, major da Guarda Nacional, hospedou D. Pedro II em sua fazenda em 1846, 1877 e 1878.
Agraciado barão, era também comendador da Imperial Ordem de Cristo.